# 西寧軌道交通

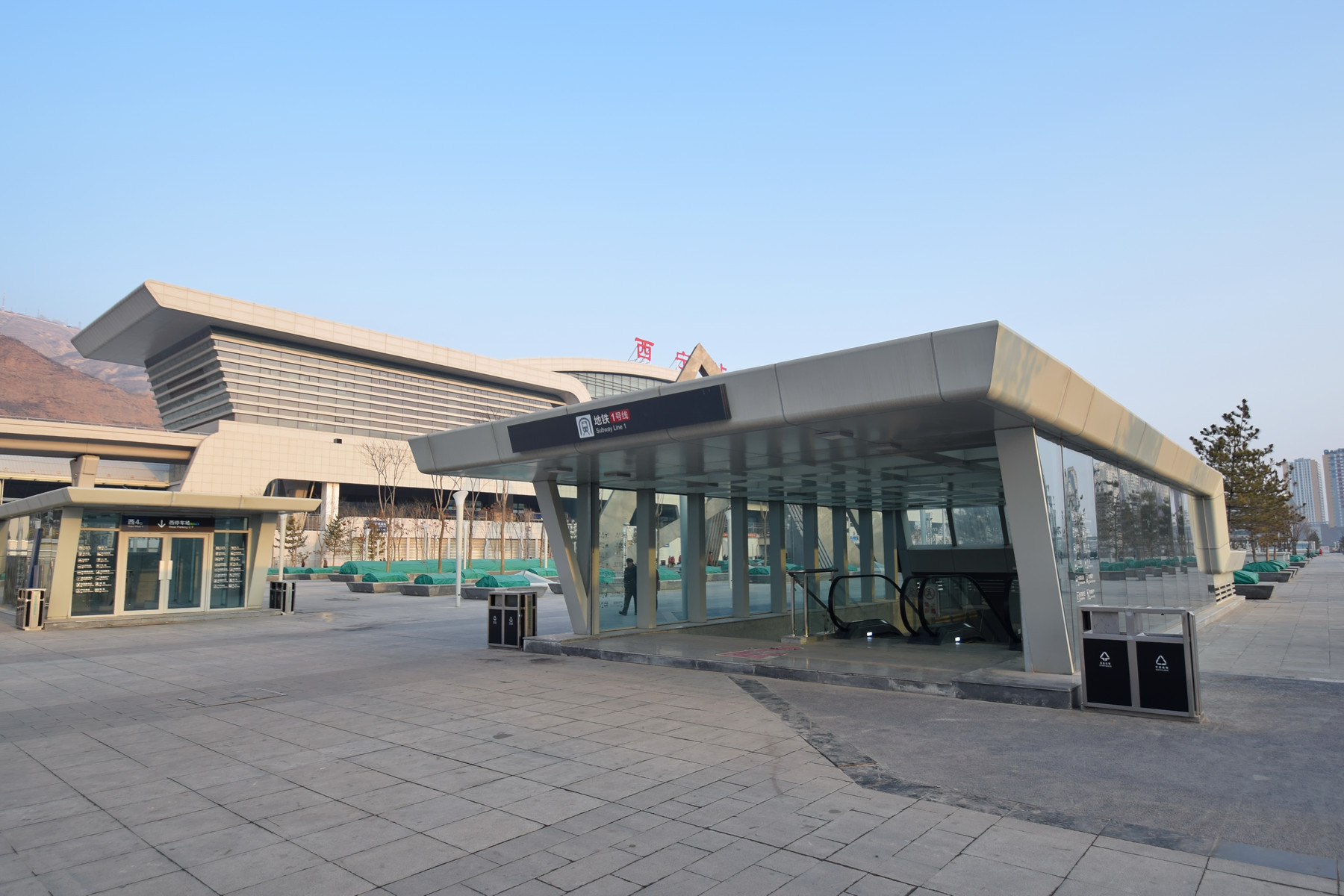
西寧駅前に準備された地下鉄出入口

西寧軌道交通（せいねいきどうこうつう、中国語: 西宁轨道交通）とは中国青海省西寧市において計画中の地下鉄である。遠期計画では地下鉄3路線と郊外鉄道4路線が計画されている。近期計画では1号線と3号線一期区間、計47.7kmが建設され、建設費は280.61億元の予定である。1号線は2016年内に着工され、現在予定が未定となっている。

## 路線
2016年現在3路線が計画されている。
- 1号線：全長29.5km、22駅設置。終点は東川金開路。経由ルートは五四西路～五四小巷～西小巷～東小巷～東関小巷～共和路～互助路～湟中路～果洛路～崑崙小道。
- 2号線：全長21.2km、16駅設置。起点は北川花園台村、終点は博文路。経由ルートは高教路～寧大路～小橋小巷～新寧路～昆侖小道～果洛路。
- 3号線：全長41.0km、25駅設置。終点は塔爾寺。経由ルートは柴達木路～長江路～六一路～海南路～新城小道～西久公路～二十二街。